# بيوي كبير
بيوي كبير (الاسم العلمي: Contopus pertinax) (بالإنجليزية: Greater Pewee)‏ هو نوع من الطيور يتبع جنس البيوي من فصيلة عصافير الملك.